# Patrice Bernier
Patrice Bernier (født 23. september 1979) er en fransk-canadisk professionel fodboldspiller, der i øjeblikket spiller for Montreal Impact. 
Han begyndte sin seniorkarriere i Montreal Impact i Canada, hvorfra han i begyndelsen af 2003 kom til den norske 1- divisionsklub klub Moss FK for at spille sammen med landsholdskammeraten Rob Friend. Bernier underskrev herefter kontrakt med Tromsø IL i sommeren 2004, der betalte 500.000 norske kroner for Bernier. Den 28. maj 2007 forlod han Tromsø for at spille i den tyske klub 1. FC Kaiserslautern.
Den 25. juni 2008 underskrev han kontrakt med den danske klub FC Nordsjælland. Den 14. august 2008 scorede han sit første og vindende mål i en UEFA Cup-kamp mod den skotske klub, Queen of the South F.C..
Den 24. august 2011 underskrev han en 1-årig kontrakt med den danske klub Lyngby BK. Han scorede sit første mål for Lyngby Boldklub Den 16. oktober 2011 mod Silkeborg IF.